# أني ميجاتشيكا
أني ميجاتشيكا (بالكرواتية: Ani Mijačika) مواليد 15 يونيو 1987 في جمهورية كرواتيا الاشتراكية، هي لاعبة كرة مضرب كرواتية سابقة وكانت تلعب باليد اليمنى، اعتزلت اللعب في 2014. أعلى تصنيف لها في الفردي كان 193. أعلى تصنيف لها في الزوجي كان 222.

## نهائيات الفردي
| الحصيلة | الرقم | التاريخ        | الدورة                    | الأرضية | الخصم في النهائي    | النقاط في النهائي |
| ------- | ----- | -------------- | ------------------------- | ------- | ------------------- | ----------------- |
| الوصيف  | 1.    | 23 أكتوبر 2005 | دوبروفنيك، كرواتيا        | ترابية  | تينا أوبرز          | 1–6 5–7           |
| الفوز   | 2.    | 30 أكتوبر 2005 | دوبروفنيك، كرواتيا        | ترابية  | أندريا بوبوفيتش     | 6–4 7–5           |
| الفوز   | 3.    | 9 أبريل 2006   | ماكارسكا، كرواتيا         | ترابية  | كريستينا أندلوفيك   | 6–4 7–6           |
| الوصيف  | 4.    | 14 مايو 2006   | موستار، البوسنة والهرسك   | ترابية  | أنا يوفانوفيتش      | 2–6, 4–6          |
| الفوز   | 5.    | 21 مايو 2006   | زادار، كرواتيا            | ترابية  | تاديجا مادريتش      | 6–1 7–5           |
| الوصيف  | 6.    | 2 أغسطس 2009   | باليتش، صربيا             | ترابية  | ألكسندرا فيليبوفسكي | 3–6, 5–7          |
| الفوز   | 7.    | 9 أغسطس 2009   | أراد، رومانيا             | ترابية  | ديانا إنشاتشي       | 6–1 6–2           |
| الفوز   | 8.    | 23 أغسطس 2009  | فينكوفسي، كرواتيا         | ترابية  | مارينا أبراموفيتش   | 6–2 6–3           |
| الوصيف  | 9.    | 8 نوفمبر 2009  | روك هيل، الولايات المتحدة | صلبة    | ساشا جونز           | 0–6 4–6           |

## روابط خارجية
- أني ميجاتشيكا على موقع رابطة محترفات التنس (الإنجليزية)
- أني ميجاتشيكا على موقع الاتحاد الدولي لكرة المضرب (الإنجليزية)
- أني ميجاتشيكا على موقع كأس بيلي جين كينغ (الإنجليزية)
- أني ميجاتشيكا على موقع خلاصة التنس.كوم (الإنجليزية)